# Cyrestis mabella
Cyrestis mabella är en fjärilsart som beskrevs av Hans Fruhstorfer 1898. Cyrestis mabella ingår i släktet Cyrestis och familjen praktfjärilar. Inga underarter finns listade i Catalogue of Life.